# ルディ・ヴァリー
ルディ・ヴァリー（Rudy Vallée, 1901年7月28日 - 1986年7月3日）は、アメリカ合衆国の歌手、俳優、バンドマスター。

## 来歴

### 生い立ち
1901年7月28日、バーモント州で育った両親の息子として生まれ、メイン州ウェストブルックで育つ。祖父母はフランス系カナダ人の移民だった。1917年、第一次世界大戦に従軍することを決意するも、まだ15歳であることを理由にアメリカ海軍から兵役を免除される。
高校でのバンド活動を経て、ニューイングランドの複数のバンドでクラリネット奏者、サクソフォーン奏者として活動する。1924年から1925年にかけてロンドンのサヴォイ・ホテルでバンドの一員として演奏していたところ、バンドマスターから歌手になるよう進言され、アメリカ合衆国へ帰国した。メイン州の州立大学であるメイン大学に進学したのち、イェール大学で哲学科の単位を取得している。

### 音楽活動
学業を終えると、ジャズやポップを演奏するバンド「ルディ・ヴァリー・アンド・ザ・コネチカット・ヤンキーズ」を結成し、自らはヴォーカルに就く。「ルディ」という芸名はサクソフォーン奏者のルディ・ヴィードーフに由来する。ヴァリーはステージではメガホンを使いながら歌うことが多く、その揺らめくようなテナーヴォイスともの柔らかな態度、そしてボーイッシュなルックスで瞬く間に人気を集め、特に若い女性たちを熱狂させた。
1928年にはコロムビア・レコードからレコードを発表し、ラジオにも進出する。マイクロフォンが導入される以前の歌手は野太い歌声が特徴的だったのに対し、マイクロフォン導入後の歌手であるヴァリーはソフトな歌声で人気を博した。「クルーナー」と呼ばれるその歌唱スタイルはビング・クロスビーやフランク・シナトラ、ペリー・コモにも影響を与え、ヴァリーは20世紀のマスメディアが生んだ新時代のポップスター第1号と目されるようになる。
1930年代からはラジオ局で複数の冠番組を持つようになり、1937年にはルイ・アームストロングを自らの番組の代理司会者に起用している。ラジオ番組でアフリカ系アメリカ人がメインキャストになるのはこれが初めてのことだった。

### 俳優活動
歌手やラジオ司会者としての活動と並行して映画界にも進出し、1940年代にはプレストン・スタージェス監督作品の常連俳優となる。『パームビーチ・ストーリー』ではクローデット・コルベールの相手役として主人公級の役柄を演じている。その後も『独身者と女学生』『ニューヨーク大騒動』『紳士はブルーネット娘と結婚する』など数々の映画で印象的な演技を見せた。
1961年にはブロードウェイミュージカル『努力しないで出世する方法』でJ・B・ビグリー社長役を演じ、1967年に公開された映画版にも同じ役柄で出演した。テレビの台頭後はテレビドラマにゲスト出演することも多く、1960年から放送を開始したテレビシリーズ『怪鳥人間バットマン』ではヴィランのマーマデューク・エフフォッグ卿を演じたほか、1971年には『四次元への招待』第2シーズン第4話で隠遁生活を送る外科医を演じている。
1980年代に入ると舞台のワンマン公演を企画し、ステージ上ではヴィレッジ・ピープルと共演することもあった。

### 最期
1986年6月3日、カリフォルニア州ロサンゼルスの自宅で自由の女神像修復記念式典のテレビ中継を見ながら、癌のため息を引き取った。妻のエレノアによると、ヴァリーの最期の言葉は「あそこ（記念式典の会場）にいれたらよかったなあ。僕がどれほどパーティを愛しているかは君も知っているだろう」というものだったという。
ヴァリーの遺体はメイン州ウェストブルックにある聖ヒアシンス墓地に埋葬されている。

## 私生活
ヴァリーは生涯を通じて4回結婚した。3回目までの結婚は1年未満から数年程度で終焉を迎えたが、最後の妻であるエレノア・ヴァリー（旧姓：ノリス）とは37年間に渡る夫婦生活をまっとうした。エレノアはヴァリーの没後に回顧録を綴っている。
短気な性格で知られ、特にリハーサル中には汚い言葉遣いをすることが多かったという。NBCアナウンサーのジョージ・アンスブロは「彼は狭量な人間で、誰の助言にも耳を傾けなかった」と証言している。一方で、ギタリストのアルトン・コックは「リハーサルに怖ろしく真剣だった」ことが短気さの要因だったとしてヴァリーを擁護している。

## 主な出演作品

### 映画
- アメリカ娘に栄光あれ Glorifying The American Girl (1929)
- 夜は巴里で Gold Diggers in Paris (1938)
- 銀嶺のスタア Second Fiddle (1939)
- パームビーチ・ストーリー The Palm Beach Story (1942)
- この椅子30万ドル It's in the Bag! (1945)
- 生きていた良人 Man Alive (1945)
- ハロルド・ディドルボックの罪 The Sin of Harold Diddlebock (1947)
- 独身者と女学生 The Bachelor and the Bobby-Soxer (1947)
- 殺人幻想曲 Unfaithfully Yours (1948)
- ニューヨーク大騒動 So This Is New York (1948)
- ママは大学一年生 Mother Is a Freshman (1949)
- バシュフル盆地のブロンド美人 The Beautiful Blonde from Bashful Bend (1949)
- 紳士はブルーネット娘と結婚する Gentlemen Marry Brunettes (1955)
- 努力しないで出世する方法 How to Succeed in Business Without Really Trying (1967)
- バギー万才!! Live a Little, Love a Little (1968)
- サバイバル・レイプ Sunburst (1975)

### テレビドラマ
- 怪鳥人間バットマン Batman (1967)
- ペチコート作戦 Petticoat Junction (1969)
- 陽気なルーシー Here's Lucy (1970)
- 四次元への招待 Night Gallery (1971)
- 西部二人組 Alias Smith and Jones (1971-1972)
- 白バイ野郎ジョン&パンチ CHiPs (1979)